# تيد ليونارد
تيد ليونارد هو موسيقي كندي، ولد في القرن العشرين.

## وصلات خارجية
- تيد ليونارد على موقع ميوزك برينز (الإنجليزية)